# Istiblennius dussumieri
Istiblennius dussumieri és una espècie de peix de la família dels blènnids i de l'ordre dels perciformes.

## Morfologia
- Els mascles poden assolir 12 cm de longitud total.[1][2]

## Reproducció
És ovípar.

## Hàbitat
És un peix de clima tropical i associat als esculls de corall.

## Distribució geogràfica
Es troba des de l'Àfrica oriental fins a Fiji, Taiwan i l'Illa Norfolk.